# Nick Bebout
Nick Bebout (Riverton, 5 maggio 1951) è stato un giocatore di football americano, di nazionalità statunitense, che ha giocato nel ruolo di offensive tackle per otto stagioni nella National Football League (NFL). Fu scelto nel corso del sesto giro (142º assoluto) del Draft NFL 1973 dagli Atlanta Falcons. Al college ha giocato a football all'Università del Wyoming.

## Carriera professionistica
Bebout fu scelto nel corso del sesto giro del Draft 1973 dagli Atlanta Falcons. In tre stagioni in Georgia giocò tutte le partite di stagione regolare disponibili tranne due. Nel 1976 si trasferì alla neonata franchigia dei Seattle Seahawks, dove rimase per le successive quattro annate. Bebout venne descritto dall'allenatore dei Seahawks Ken Patera come "un ragazzo che è un piacere avere nella propria squadra, (dotato) di grande entusiasmo, che lavora più duramente possibile per dare il suo meglio". La sua carriera si chiuse nel 1980 quando disputò una partita coi Minnesota Vikings prima di ritirarsi.

## Vittorie e premi
Nessuno

## Statistiche
| Partite totali | 97 |